# سواره‌نظام هفتم (فیلم)
«سواره نظام هفتم» (انگلیسی: 7th Cavalry) فیلمی در ژانر وسترن به کارگردانی جوزف اچ. لوئیس است که در سال ۱۹۵۶ منتشر شد. از بازیگران آن می‌توان به راندولف اسکات و باربارا هایلی اشاره کرد.